# Another Century's Episode Portable
Another Century's Episode Portable (アナザーセンチュリーズエピソード ポータブル?), comúnmente abreviado como A.C.E. P, es un videojuego de acción desarrollado por From Software y distribuido por Banpresto y Namco Bandai. Fue lanzado al mercado el 13 de enero de 2013 para la consola PlayStation Portable.

## Series/Unidades Seleccionables
- Blue Comet SPT Layzner
  - Tema Musical: "Melos no Yōni Lonely Way" (Airmail from Nagasaki)
  - Unidades Seleccionables
    - SPT-LZ-00X Layzner (Piloto: Eiji Asuka-Doblado por Kazuhiko Inoue)
    - E-SPT-LZ-00X-B New Layzner (Piloto: Eiji Asuka)
    - SPT-ZK-53U Zakaal (Piloto: Ru Kain-Doblado por Yasuyuki Kase)

- Brain Powerd
  - Tema Musical: "In My Dream" (Eri Shingyōji)
  - Unidades Seleccionables
    - Nelly Brain (Piloto: Yuu Isami-Doblado por Tetsu Shiratori)
    - Quincy Baronz (Piloto: Quincy Issa (aka Iiko Isami)-Doblado por Kumiko Watanabe)
    - Jonathan Baronz (Piloto: Jonathan Glenn-Doblado por Go Aoba)

- The Wings of Rean
  - Tema Musical: "Wings of Rean BGM"
  - Unidades Seleccionables
    - Aka-Nanajin (Piloto: Asap Suzuki-Doblado por Jun Fukuyama)
    - Oukaou (Piloto: Shinjiro Sakomizu-Doblado por Rikiya Koyama)

- Overman King Gainer
  - Tema Musical: "King Gainer Over" (Yoshiki Fukuyama)
  - Unidades Seleccionables
    - King Gainer (Piloto: Gainer Sanga-Doblado por Hirofumi Nojima)
    - Dominator (Piloto: Cynthia Lane-Doblado por Rena Mizuki)

- Code Geass
  - Tema Musical: "O2" (Orange Range)
  - Unidades Seleccionables
    - Z-01Z Lancelot Albion (Piloto: Suzaku Kururugi-Doblado por Takahiro Sakurai)
    - Type-0/0A Shinkiro (Piloto: Lelouch Lamperouge-Doblado por Jun Fukuyama)

- Martian Successor Nadesico: The Motion Picture – Prince of Darkness
  - Tema Musical: "Black Selena III"
  - Unidades Seleccionables
    - Black Selena/Aestivalis Custom Akito (Piloto: Akito Tenkawa-Doblado por Yūji Ueda)
    - Yatenkou (Piloto: Hokushin-Doblado por Kōichi Yamadera)

- Aura Battler Dunbine
  - Tema Musical: "Dunbine Tobu" (MIQ)
  - Unidades Seleccionables
    - Dunbine (Piloto: Shou Zama-Doblado por Shigeru Nakahara)
    - Billbine (Piloto: Shou Zama)
    - Zwarth (Piloto: Black Knight (aka Bern Bunnings)-Doblado por Shō Hayami)
    - Lepruchan (Piloto: Jerryl Coochibi-Doblado por Tomoko Otsuka)

- Heavy Metal L-Gaim
  - Tema Musical: "Kaze no No Reply" (Mami Ayukawa)
  - Unidades Seleccionables
    - L-Gaim Mark-II (Piloto: Daba Myroad-Doblado por Hirokazu Hiramatsu)
    - Batshuu (Piloto: Gavlet Gablae-Doblado por Shō Hayami)
    - Original Auge (Piloto: Oldna Poseidal-Doblado por Ryuichi Horibe)

- Metal Armor Dragonar
  - Tema Musical: "Yume-Iro Chaser" (Mami Ayukawa)
  - Unidades Seleccionables
    - XD-01SR Dragonar-1 Custom (Piloto: Kaine Wakaba-Doblado por Masami Kikuchi)
    - MAFFU-09 Falguen MAFFU (Piloto: Meio Plato-Doblado por Jūrōta Kosugi)
    - FMA-04G Stark Dyne (Piloto: Lee Su Min-Doblado por Saeko Shimizu)
    - YGMA-14 Gilgazamune (Piloto: Gun Jym-Doblado por Osamu Kato)

- Mobile Suit Zeta Gundam
  - Tema Musical: "Uchuu wo Kakeru ~Z no Hatsudou~"
  - Unidades Seleccionables
    - MSZ-006 Zeta Gundam (Piloto: Kamille Bidan-Doblado por Nobuo Tobita)

- Mobile Suit Gundam: Char's Counterattack
  - Tema Musical: "MAIN TITLE"
  - Unidades Seleccionables
    - RX-93 ν Gundam (Piloto: Amuro Ray-Doblado por Tōru Furuya)
    - MSN-04 Sazabi (Piloto: Char Aznable-Doblado por Shūichi Ikeda)

- Gundam Wing: Endless Waltz
  - Tema Musical: "Last Impression" (Two-Mix)
  - Unidades Seleccionables
    - XXXG-00W0 Wing Gundam Zero Custom (Piloto: Heero Yuy-Doblado por Hikaru Midorikawa)

- After War Gundam X
  - Tema Musical: "Resolution" (Romantic Mode)
  - Unidades Seleccionables
    - GX-9901-DX Gundam Double X (Piloto: Garrod Ran-Doblado por Wataru Takagi)

- Turn A Gundam
  - Tema Musical: "Turn A Turn" (Hideki Saijo)
  - Unidades Seleccionables
    - SYSTEM ∀-99 (WD-M01) Turn A Gundam (Piloto: Loran Cehack-Doblado por Romi Park)
    - Concept-X 6-1-2 Turn X (Piloto: Gym Ghingnham-Doblado por Takehito Koyasu)

- Mobile Suit Gundam SEED Destiny
  - Tema Musical: "Bokutachi no Yukue" (Hitomi Takahashi)
  - Unidades Seleccionables
    - ZGMF-X42S Destiny Gundam (Piloto: Shinn Asuka - Doblado por Kenichi Suzumura)
    - ZGMF-X20A Strike Freedom Gundam (Piloto: Kira Yamato - Doblado por Sōichirō Hoshi)

- Mobile Suit Gundam 00
  - Tema Musical: "Namida no Mukou" (Stereopony)
  - Unidades Seleccionables
    - GN-001 Gundam Exia (Piloto: Setsuna F. Seiei-Doblado por Mamoru Miyano)
    - GN-0000+GNR-010 00 Raiser (Piloto: Setsuna F. Seiei)
    - GN-001REII Gundam Exia Repair II (Piloto: Setsuna F. Seiei)
    - GN-000 0 Gundam (Piloto: Ribbons Almark-Doblado por Tōru Furuya)

- VS Knight Lamune & 40 Fire
  - Tema Musical: "Mirai gata Idol" (Kyōko Hikami & Yūko Miyamura)
  - Unidades Seleccionables
    - Kaiser Fire (Piloto: Baba Lamunade/Lamuness y Da Cider-Doblado por Takeshi Kusao y Kazuki Yao)

- Macross Plus
  - Tema Musical: "Information High" (Mako Hyōdō as Sharon Apple)
  - Unidades Seleccionables
    - YF-19 (Piloto: Isamu Alva Dyson-Doblado por Takumi Yamazaki)

- Macross Frontier
  - Tema Musical: "Lion" (May'n & Megumi Nakajima)
  - Unidades Seleccionables
    - VF-25F Messiah Alto Custom (Piloto: Alto Saotome-Doblado por Yuichi Nakamura)
    - VF-25F + SPS-25S/MF25 Super Messiah Alto Custom (Piloto: Alto Saotome)
    - VF-25S Messiah Ozma Custom (Piloto: Ozma Lee-Doblado por Katsuyuki Konishi)
    - VF-25S + SPS-25S/MF25 Super Messiah Ozma Custom (Piloto: Ozma Lee)
    - VF-25G Messiah Mikhail Custom (Piloto: Mikhail Blanc-Doblado por Hiroshi Kamiya)
    - VF-25G + SPS-25S/MF25 Sniper Messiah Mikhail Custom (Piloto: Mikhail Blanc)
    - RFV-25 Messiah Luca Custom (Piloto: Luca Angelloni-Doblado por Jun Fukuyama)
    - RFV-25 + SPS-25S/MF25 Super Messiah Luca Custom (Piloto: Luca Angelloni)

- Psalm of Planets Eureka 7: Good Night, Sleep Tight, Young Lovers
  - Tema Musical: "Otoko no Tatakai"
  - Unidades Seleccionables
    - Nirvash typeZERO spec 2 (Piloto: Renton Thurston-Doblado por Yūko Sanpei)
    - Nirvash typeZERO spec V (Piloto: Renton Thurston)

- Originales de Banpresto
  - Tema Musical: N/A
  - Unidades Seleccionables
    - Gespenst Mark 2 N1, N2, N3, N4, y N5
    - Gespenst Mark 2 C1, C2, C3, C4, y C5
    - Gespenst Mark 2 G1, G2, G3, G4, y G5

  - Enemigos
    - Unknown 1
    - Unknown 2
    - Unknown 3
    - Unknown 4
    - Unknown 5
    - Krebs (fighters that act as minions of the Unknowns)

## Música
Toda la música de fondo es instrumental, sin embargo el juego incluye un editor BGM que permite sustituir la música, al igual que  Another Century's Episode: R.

## Recepción
En su salida al mercado la revista, Famitsu le dio una puntuación de 31 de 40. Cacophanus de Mecha Damashii le dio una puntuación de 7 de 10 elogiando sus gráficos, pero criticando la falta de entornos. Recibió críticas negativas por parte de la página especializada Pspmk2.net.
En la semana de su lanzamiento, el juego vendió 70.217 unidades y ocupó el primer lugar en ventas para cualquier juego lanzado esa semana.